# Horst Schmid-Schickhardt

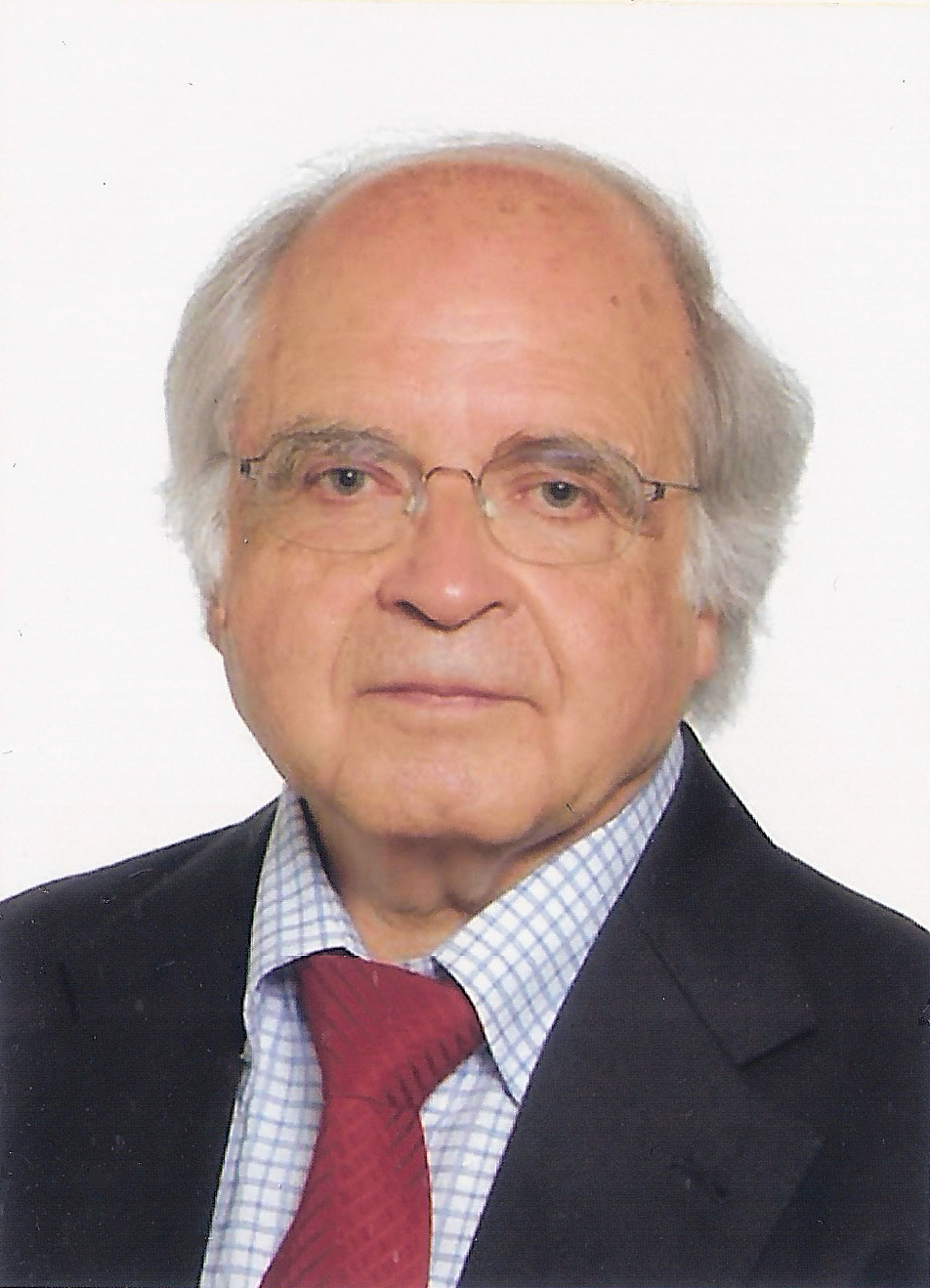
Horst Schmid-Schickhardt (um 2009)

Horst Schmid-Schickhardt (geb. als Horst Schmid; * 7. Mai 1937 in Tübingen; † 17. August 2016 ebenda) war ein deutscher Bankbeamter und Schickhardt-Forscher.

## Leben

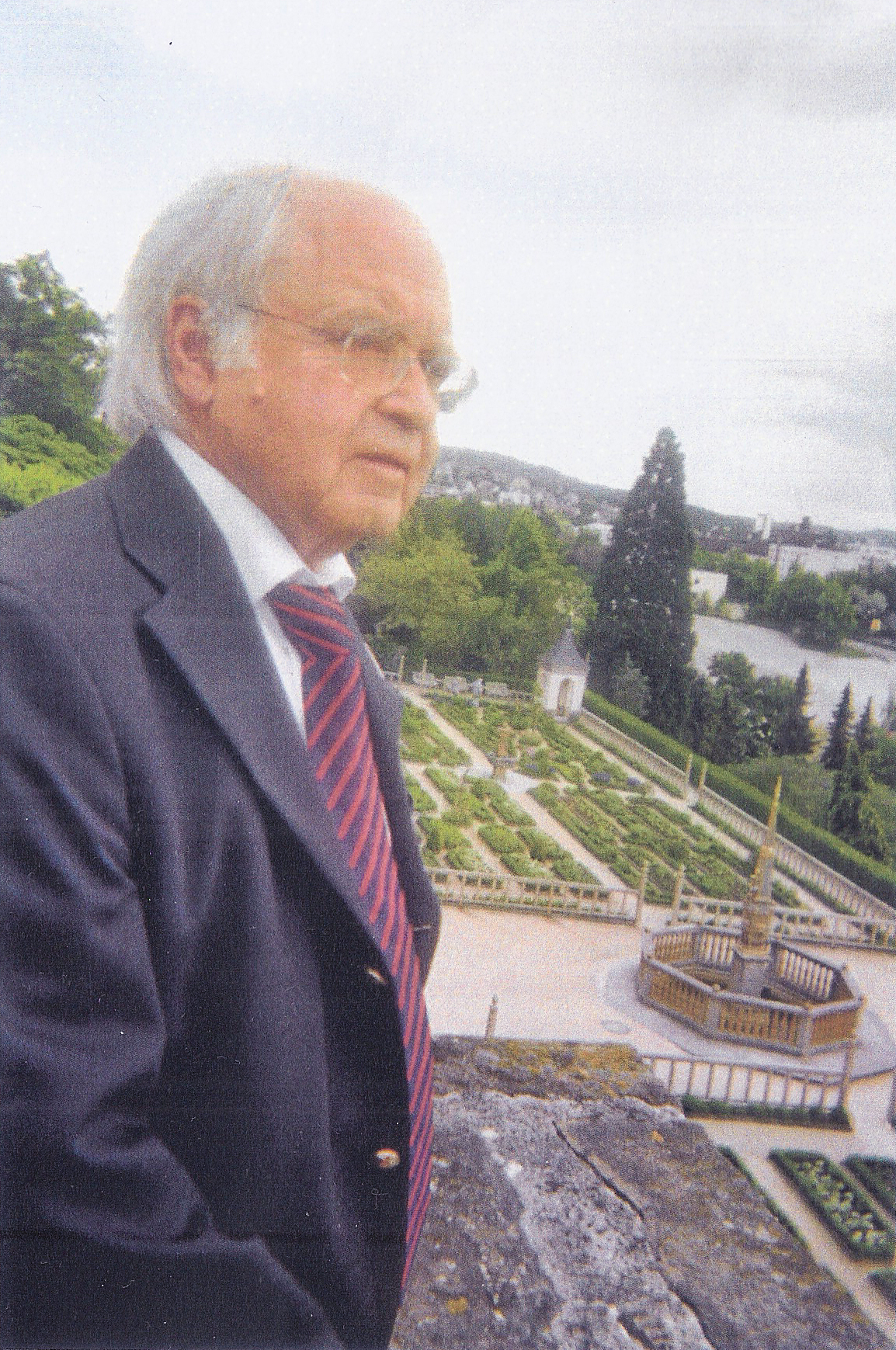
Horst Schmid-Schickhardt im Leonberger Pomeranzengarten, einem Werk von Heinrich Schickhardt (um 2006)

Horst Schmid war ein Sohn des Wehrmachtoffiziers, zuletzt im Rang eines Oberstleutnants, Gerhard Schmid (1898–1980) und dessen Frau Marianne geb. Schickhardt (1906–1992). Seine beiden Eltern waren direkte Nachfahren von Heinrich Schickhardt dem Älteren: der Vater in der 13., die Mutter aus der Schickhardt-Linie Stuttgart–Straßburg in der 11. Generation. Die Linie des Vaters ging über den Baumeister Heinrich Schickhardt, seinen Sohn Johannes Schickhardt und die Enkelin Brigitta Hiller geb. Schickhardt sowie den Philosophieprofessor Johann Christoph Schwab; die Linie der Mutter über Lucas Schickhardt (III.), dessen Urenkel Andreas Schickhardt und dessen Sohn Joseph Israel Schickhardt. Um die Verbundenheit mit dem Schickhardt-Geschlecht nach außen zum Ausdruck zu bringen, beantragten die Eltern 1954 Jahre eine Namenserweiterung für die ganze Familie beim Regierungspräsidium Tübingen. Der Name Schmid-Schickhardt wurde ihnen offiziell am 18. August 1954 vergeben.
Horst Schmid-Schickhardt wuchs in Saarbrücken, später in St. Goar auf, wo er eine Gymnasiumsklasse im Internat Institut Hoffmann auf der Burg Katz mit der mittleren Reife absolvierte. Von 1954 bis 1957 besuchte er die Wirtschaftsoberschule in Reutlingen, wohin seine Eltern inzwischen umgezogen waren, und machte dort das Abitur. Von 1957 bis 1959 machte er eine Lehre bei der Deutschen Bank und einer Handelsschule in Reutlingen, die er als Bankkaufmann mit der Prüfung bei der IHK Reutlingen abschloss. 1959 begann Schmid-Schickhardt das Betriebswirtschaftsstudium an der Universität Tübingen, das er seit 1960 an der Universität Saarbrücken fortsetzte und als Diplom-Kaufmann im November 1964 mit der Arbeit „Der Einfluss der Liquiditätslage auf die langfristige Rentabilität in Industriebetrieben“ abschloss.
Vom 1. April 1965 wurde er als Bankreferendar bei der Deutschen Bundesbank in Frankfurt am Main angestellt und schloss den Vorbereitungsdienst 1968 als Bankassessor ab. Danach wurde er in die Bundesbankhauptstelle Stuttgart versetzt. Im selben Jahr heiratete er Maja Maier, die ihn das ganze Leben lang, insbesondere bei seiner späteren genealogischen Arbeit, begleitete. Die Laufbahn bei der Bundesbank setzte er als Bundesbankrat (1970) und anschließend als Bundesbankoberrat (1972) bei den Bundesbankhauptstellen in Stuttgart und Schwäbisch Hall (1974–1978) fort. Seit 1978 war er wieder bei der Hauptstelle Stuttgart, wo er im gleichen Jahr zum Bundesbankdirektor ernannt wurde. Seit 1983 war er der Direktor der Bundesbankhauptstelle Pforzheim. 1995 wurde er pensioniert und schloss auf diese Weise seine berufliche Karriere ab. Zwischendurch war er auch kurzfristig abgeordnet an die Bundesbank-Hauptstelle Karlsruhe und an die Landeszentralbank-Zweigstelle Schwäbisch Gmünd. Seit den 1980er Jahren bis zu seinem Tod lebte er in Baden-Baden, wo er sich nach der Pensionierung ganz der Schickhardt-Forschung widmete.
Als direkter Nachfahre von Heinrich Schickhardt dem Älteren in der 12. bzw. 14. Generation betrieb er noch während seiner beruflichen Tätigkeit Schickhardt-Forschung, wobei er vor allem die bis dahin vernachlässigte Genealogie zu erhellen versuchte. Am 5. Oktober 1997 trat er in einer Sendung des Südwestfernsehens aus der Reihe „Ich trage einen großen Namen“ auf, die ihm die Möglichkeit bot, über Wilhelm Schickard zu berichten. Seit 1999 publizierte er sowohl Aufsätze in Fachzeitschriften als auch Sachbücher. Die Letzteren erschienen in sehr kleinen limitierten und nummerierten Auflagen im Selbstverlag. Sie enthalten viele Abbildungen, die meisten davon sind Erstveröffentlichungen, die einen nachweisenden Charakter haben. In seinen Veröffentlichungen verfolgte Schmid-Schickhardt mehrere Ziele:
- Biographien von weniger bekannten, aber verdienstvollen Mitgliedern der Schickhardt-Familie zu präsentieren, um auf diese Weise der Schickhardt-Forschung, die sich bis dahin fast ausschließlich mit Heinrich Schickhardt und Wilhelm Schickard befasste, neue Impulse zu geben
- die Genealogie der Schickhardt-Familie zu ergänzen
- auf weniger bekannte Einzelheiten in der Schickhardt-Forschung hinzuweisen
- Ergebnisse der neuesten Schickhardt-Forschung zusammenzufassen.

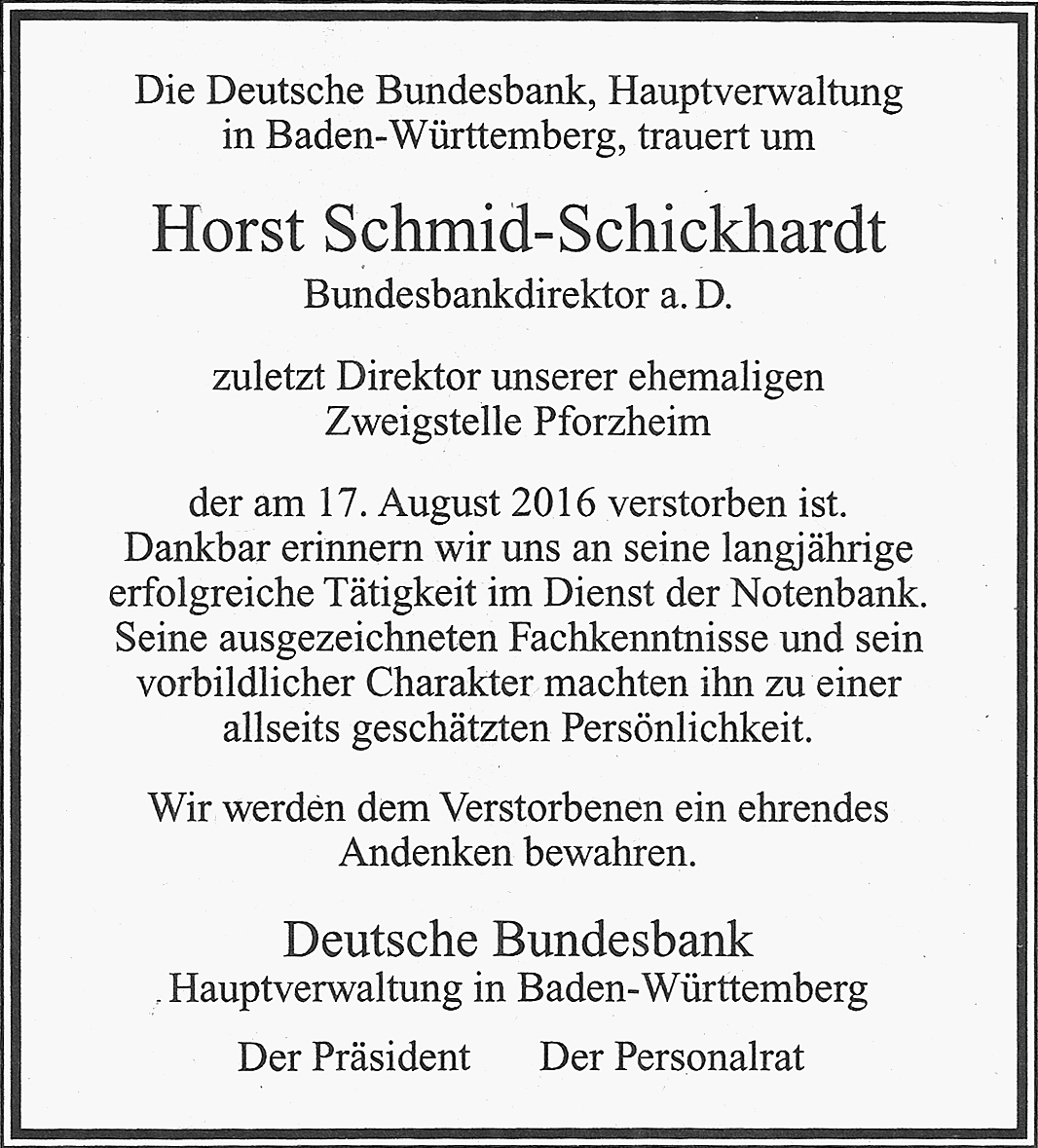
Sterbeanzeige Horst Schmid-Schickhardts von seinem früheren Arbeitgeber

Seine genealogischen Forschungen brachten Horst Schmid-Schickhardt mit Gerhard Hertel in Verbindung. Kurz nach der Gründung des Vereins „Kulturstraße Heinrich Schickhardt“ 1998 wurde er 1999 dank dieser Bekanntschaft Mitglied des Vereins und Mitglied seines Verwaltungsrates. Der 2004 zur „Kulturstraße des Europarates Heinrich Schickhardt“ erhobene Verein wurde für ihn zur Arena, auf der er sich als überzeugter Europäer und Verfechter der deutsch-französischen Freundschaft zu erkennen gab. Er hielt Vorträge und in der Vereinsjahreszeitschrift „Un pont – Eine Brücke“ erschienen seitdem regelmäßig seine Artikel. 2004 stiftete Schmid-Schickhardt eine Gedenktafel für das Schloss Stammheim, die an seinen Erbauer Heinrich Schickhardt erinnert und die am 30. Juni feierlich enthüllt wurde. Auf seine Initiative hin und aufgrund seiner Forschung über Johann Christian Schickhardt sendete SWR2 am 11. Oktober 2007 in der Reihe „Alte Musik“ eine von Bettina Winkler vorbereitete Sendung zum 425. Geburtstag des Komponisten. Auf seine Initiative hin würdigte das Land Baden-Württemberg Heinrich Schickhardt zu seinem 450. Geburtstag mit einer Stele. Sie wurde dort aufgestellt, wo dessen Stuttgarter Haus stand, das 1944 zerbombt und 1951 abgetragen wurde, d. h. an der Ecke Kanzlei- (heute Willi-Bleicher-) und Hospitalstraße, und am 20. Februar 2008 feierlich enthüllt. Er beteiligte sich außerdem intensiv an der Herausgabe des „Inventariums“ von Heinrich Schickhardt (fertiggestellt 2013).
Schmid-Schickhardt starb überraschend an einer nur wenige Tage zuvor diagnostizierten Leukämie in seiner Vaterstadt. Dort wurde er in die Medizinische Klinik gebracht. Er wurde in Stuttgart auf dem Pragfriedhof im Familiengrab am 30. August 2016 bestattet.

## Schriften
- Bedeutende Verwandte um Heinrich Schickhardt, Baden-Baden : Schmid-Schickhardt 1999.
- Künstlerfamilie Schickhardt aus Siegen – Heinrich Schickhardt als „schwäbischer Leonardo“ geschätzt. In: „Siegerland“, 77 (2000), S. 125–138.
- Johann Christian Schickhardt. Ergänzung Nr. 1 zu Bedeutende Verwandte um Heinrich Schickhardt, Baden-Baden : Schmid-Schickhardt 2002.
- Der Schnitzer von Herrenberg. Heinrich Schickhardt der Ältere aus Siegen (1464–1540) oder 500 Jahre schwäbische Familie Schickhardt 1503/2003, Ergänzung Nr. 2 zu Bedeutende Verwandte um Heinrich Schickhardt, Baden-Baden : Schmid-Schickhardt 2003.
- Schickhardt – Ravensberger – Bisterfeld – Alsted. Beziehungen zwischen vier bedeutenden nassauischen Familien. In: „Siegerland“, Dezember 2003.
- Heinrich Schickhardt der Ältere aus Siegen – Begründer einer bedeutenden schwäbischen Künstler- und Gelehrtendynastie. In: „Siegener Beiträge. Jahrbuch für regionale Geschichte“ 9, Siegen 2004, S. 55–70; Neudruck in: „Un pont – Eine Brücke“ 16 (2017), S. 1–8.
- Philippus Schickhardus Specialis Göppingensis (1562–1635). In: „Hohenstaufen Helfenstein. Historisches Jahrbuch für den Kreis Göppingen“ 15 (2005), S. 57–68.
- Die Siegener Familie Schickhardt im 15. bis 17. Jahrhundert. Versuch einer Teil-Genealogie, Ergänzung Nr. 3 zu Bedeutende Verwandte um Heinrich Schickhardt, Baden-Baden : Schmid-Schickhardt 2008.
- Heinrich Schickhardt der Ältere aus Siegen. Der Schöpfer des Herrenberger Chorgestühls, hrsg. und ergänzt von Marek Wojciechowski, Schöntal : Maja Schmid-Schickhardt 2017.

Artikel in „Freudenstädter Heimatblättern“, einer Monatsbeilage der Freudenstädter Ausgabe von „Schwarzwälder Bote“
- 2001, Nr. 7: Die Schickhardts kamen aus dem Siegerland, S. 1–2.
- 2001, Nr. 12: Die Familie des Baumeisters Heinrich Schickhardt, S. 2–3.
- 2002, Nr. 1: Der Ahnherr der heutigen Familie Schickhardt – Lukas II., S. 1–2.

Artikel in der Jahreszeitschrift „Un pont – Eine Brücke“
- 1 (2001): Das Stuttgarter Wohnhaus von Heinrich Schickhardt, S. 9–12.
- 4 (2005): Schloss Stammheim, S. 4–5 und Geneviève Carrez, Übersetzerin der „Rayß in Italien“, S. 17.
- 5 (2006): Europawoche 2005, S. 5–7.
- 6 (2007): Das Seehaus, S. 8 und Der Prinzenbau zu Stuttgart. Heute Justizministerium Baden-Württemberg, S. 9–10.
- 7 (2008): Enthüllung einer Gedenkstele für Heinrich Schickhardt in der Landeshauptstadt Stuttgart, S. 2–3; Seeburger Fischbachstollen, S. 6–8 und Kinder des Baumeisters, S. 8–11.
- 8 (2009): Heinrich Schickhardt in Strassburg, S. 7–11.
- 9 (2010): Heinrich Schickhardt in Wildberg/Schwarzwald, S. 4.
- 11 (2012): Steinerne Zeugen von Schloß Horbourg, S. 1–5.
- 12 (2013): Heinrich Schickhardt in Hohenlohe, S. 10–12 und Weltkulturerbe Kloster Maulbronn, S. 13.
- 13 (2014): Der Schnitzer von Herrenberg: Heinrich Schickhardt der Ältere, S. 3–4.
- 14 (2015): Regionale württembergische Baumeister, Gehilfen und Schüler von Heinrich Schickhardt sowie ihre Zusammenarbeit, S. 1–4 und Laudatio auf Denise Rietsch, S. 12–14.
- 16 (2017): Heinrich Schickhardt und der Wein, S. 9–10.